# آرثر باريت (لاعب كريكت)
آرثر باريت (4 أبريل 1944 - 6 مارس 2018) (بالإنجليزية: Arthur Barrett)‏ هو لاعب كريكت جامايكي. شارك مع منتخب الهند الغربية للكريكت.

## وصلات خارجية
- آرثر باريت على موقع إي آس بي آن كريك إنفو (الإنجليزية)